# Hugh Wilson (regizor)
Hugh Hamilton Wilson Jr. (n. 21 august 1943, Miami, Florida, SUA – d. 14 ianuarie 2018, Charlottesville, Virginia, SUA) a fost un regizor de film, scenarist și showrunner de televiziune american. A fost creatorul serialelor TV WKRP in Cincinnati și Frank's Place și a fost regizorul filmelor de comedie Academia de Poliție (1984) și  Clubul nevestelor părăsite (1996).

## Filmografie

### Filme
| An   | Titlu                | Regizor | Scenarist | Producător | Note             |
| ---- | -------------------- | ------- | --------- | ---------- | ---------------- |
| 1972 | The Bagel Report     | Da      | Da        | Da         | Și montajul      |
| 1983 | Stroker Ace          |         | Da        |            |                  |
| 1984 | Police Academy       | Da      | Da        |            |                  |
| 1985 | Rustlers' Rhapsody   | Da      | Da        |            |                  |
| 1987 | Burglar              | Da      | Da        |            |                  |
| 1994 | Guarding Tess        | Da      | Da        |            |                  |
| 1996 | Down Periscope       |         | Da        |            |                  |
| 1996 | The First Wives Club | Da      |           |            |                  |
| 1998 | Southie              |         |           | Da         |                  |
| 1999 | Blast from the Past  | Da      | Da        | Da         |                  |
| 1999 | Dudley Do-Right      | Da      | Da        | Da         |                  |
| 2004 | Mickey               | Da      |           |            |                  |
| 2012 | Keepers of the Flame |         | Da        |            | Documentar scurt |

| An   | Titlu                | Rol                 |
| ---- | -------------------- | ------------------- |
| 1984 | Police Academy       | Angry Driver        |
| 1985 | Rustlers' Rhapsody   | Complaining John    |
| 1987 | Burglar              | Customer at Mayday  |
| 1994 | Guarding Tess        | President (voice)   |
| 1996 | The First Wives Club | Commercial Director |
| 1999 | Blast from the Past  | Levy                |
| 1999 | One More Kiss        | Frank's false teeth |
| 2004 | Mickey               | Munson              |

### Televiziune
| An      | Titlu                      | Regizor | Scenarist | Producător executiv | Creator | Note                                                                                                  |
| ------- | -------------------------- | ------- | --------- | ------------------- | ------- | --- |
| 1976    | The Bob Newhart Show       |         | Da        |                     |         | 3 episoade                                                                                            |
| 1976–78 | The Tony Randall Show      | Da      | Da        | Da                  |         | Regizor (4 episoade) / Scenarist (6 episoade)                                                         |
| 1978–82 | WKRP in Cincinnati         | Da      | Da        | Da                  | Da      | Toate cele 90 de episoade / Regizor (2 episoade) / Scenarist (17 episoade) / compozitor temă muzicală |
| 1986–87 | Easy Street                | Da      | Da        | Da                  | Da      | Toate cele 22 de episoade / Regizor (3 episoade) / Scenarist (episodul: "The Mad Gardener")           |
| 1987–88 | Frank's Place              | Da      | Da        | Da                  | Da      | Toate cele 22 de episoade / Regizor (7 episoade) / Scenarist (9 episoade)                             |
| 1989–90 | The Famous Teddy Z         | Da      | Da        | Da                  | Da      | Toate cele 20 de episoade / Regizor (3 episoade) / Scenarist (4 episoade)                             |
| 1991    | Sunday in Paris            | Da      |           | Da                  |         | Scurtmeraj TV                                                                                         |
| 1991–93 | The New WKRP in Cincinnati |         |           |                     | Da      | |
| 1997    | Rough Riders               |         | Da        |                     |         | Miniserial (2 episoade)                                                                               |

| An   | Titlu                      | Regizor | Scenarist | Producător | Note                        |
| ---- | -------------------------- | ------- | --------- | ---------- | --------------------------- |
| 1977 | The Chopped Liver Brothers | Da      | Da        |            |                             |
| 2000 | The Contender              | Da      | Da        | Da         | Episod pilot UPN netransmis |

| An   | Titlu              | Rol             | Note                    |
| ---- | ------------------ | --------------- | ----------------------- |
| 1978 | WKRP in Cincinnati | Policeman #1    | Episodul: "Hold Up"     |
| 1988 | Frank's Place      | D. Wayne Thomas | Episodul: "Where's Ed?" |